# 東吳大學理學院
東吳大學理學院，是東吳大學位於台灣台北市外雙溪校區的學院之一，最早可追溯於東吳大學 (蘇州)設立的東吳大學文理科，而後於1969年成立文理學院，設數學系；1970年成立理學院。現設有數學系、物理學系、化學系、微生物學系與心理學系等五個學系大學部，而除物理學系外皆設有碩士班，院內亦含兩項跨領域學分學程。另為增強跨域合作與產業和科學研究，設有智慧創新研究中心。

## 歷史沿革

### 中國大陸時期
- 1901年，東吳大學 (蘇州)設立文理學科。
- 1915年，頒授第一個理學士學位。
- 1917年，理科研究所頒授全中國第一個化學碩士學位（徐景韓、陳調甫）。
- 1919年，理科研究所頒授全中國第一個生物學碩士學位（施季言、胡經甫）。
- 1927年，更名為文理學院，潘慎明先生為文理學院院長。
- 1928年，校內第一位女性獲頒理學士學位（羅遲慧）。
- 1929年，奉國民政府教育部核准立案，設文、理、法三學院。

### 台灣時期
- 1969年，教育部核准恢復完全大學建制，為「私立東吳大學」，設有文理、法、商三學院；設數學系於文理學院。
- 1970年，設化學、物理學二系，並合併原隸文理學院之數學系，另成立理學院。
- 1975年，《東吳數理學報》創刊。（2007年10月停刊）
- 1980年，設微生物學系。
- 1988年，設微生物學研究所。
- 1989年，設心理學系。
- 1992年，設數學研究所。
- 1994年，設化學系碩士班。
- 2001年，設心理學系碩士班
- 2005年，微生物學系博士班設立招生。
- 2019年，微生物學系博士班停招。

## 歷任院長
| 任別 | 姓名   | 任期           |
| ---- | ------ | -------------- |
| 1    | 李熙謀 | 1970年－1974年 |
| 2    | 鄧靜華 | 1974年－1977年 |
| 3    | 劉源俊 | 1977年－1983年 |
| 4    | 鍾金湯 | 1983年－1987年 |
| 5    | 劉源俊 | 1987年－1988年 |
| 6    | 林大風 | 1988年－1991年 |
| 7    | 陳國鎮 | 1991年－1995年 |
| 8    | 簡茂丁 | 1995年－1998年 |
| 9    | 趙維良 | 1998年－2001年 |
| 10   | 林遵遠 | 2001年－2004年 |
| 11   | 黃顯宗 | 2004年－2007年 |
| 12   | 傅明仁 | 2007年－2010年 |
| 13   | 朱啟平 | 2010年－2013年 |
| 14   | 應靜雯 | 2013年－2014年 |
| 15   | 宋宏紅 | 2014年－2017年 |
| 16   | 汪曼穎 | 2017年－2020年 |
| 17   | 張碧芬 | 2020年－2021年 |
| 18   | 張怡塘 | 2021年－現任   |

上表參考東吳大學理學院官方網站。

## 學術單位

### 學士班
- 數學系
- 化學系
- 物理學系
- 微生物學系
- 心理學系

### 碩士班
- 數學系
- 化學系
- 微生物學系
- 心理學系

### 跨領域學程
- 鑑識科學學程
- 綠色科學與永續發展學程

### 研究中心
- 智慧創新研究中心